# Elymiotis donatian
Elymiotis donatian är en fjärilsart som beskrevs av William Schaus 1928. Elymiotis donatian ingår i släktet Elymiotis och familjen tandspinnare. Inga underarter finns listade i Catalogue of Life.